# Ray Wilson (żużlowiec)
Raymond „Ray” Wilson (ur. 12 marca 1947 w Leicesterze) – brytyjski żużlowiec.

## Życiorys
W 1973 r. zdobył w Sheffieldzie tytuł Indywidualnego Mistrza Wielkiej Brytanii. Czterokrotnie (1967, 1971, 1973, 1975) startował w finałach Indywidualnych Mistrzostw Świata, najlepszy wynik osiągając w 1971 r. w Göteborgu, gdzie zajął IV miejsce. Był pięciokrotnym uczestnikiem finałów Drużynowych Mistrzostw Świata, zdobywając 3 złote (1971, 1972, 1973), srebrny (1970) oraz brązowy (1967) medal. Był również Mistrzem Świata w Parach (Boras 1972).